# Бад-Арользен
51°22′46″ пн. ш. 9°0′46″ сх. д. / 51.37944° пн. ш. 9.01278° сх. д.

Бад Арользен (нім. Bad Arolsen) — місто в Німеччині, у федеральній землі Гессен. Підпорядковане адміністративному оругу Кассель. Входить до складу району Вальдек-Франкенберг. Займає площу 126,32 км².
Місто поділяється на 12 міських районів.

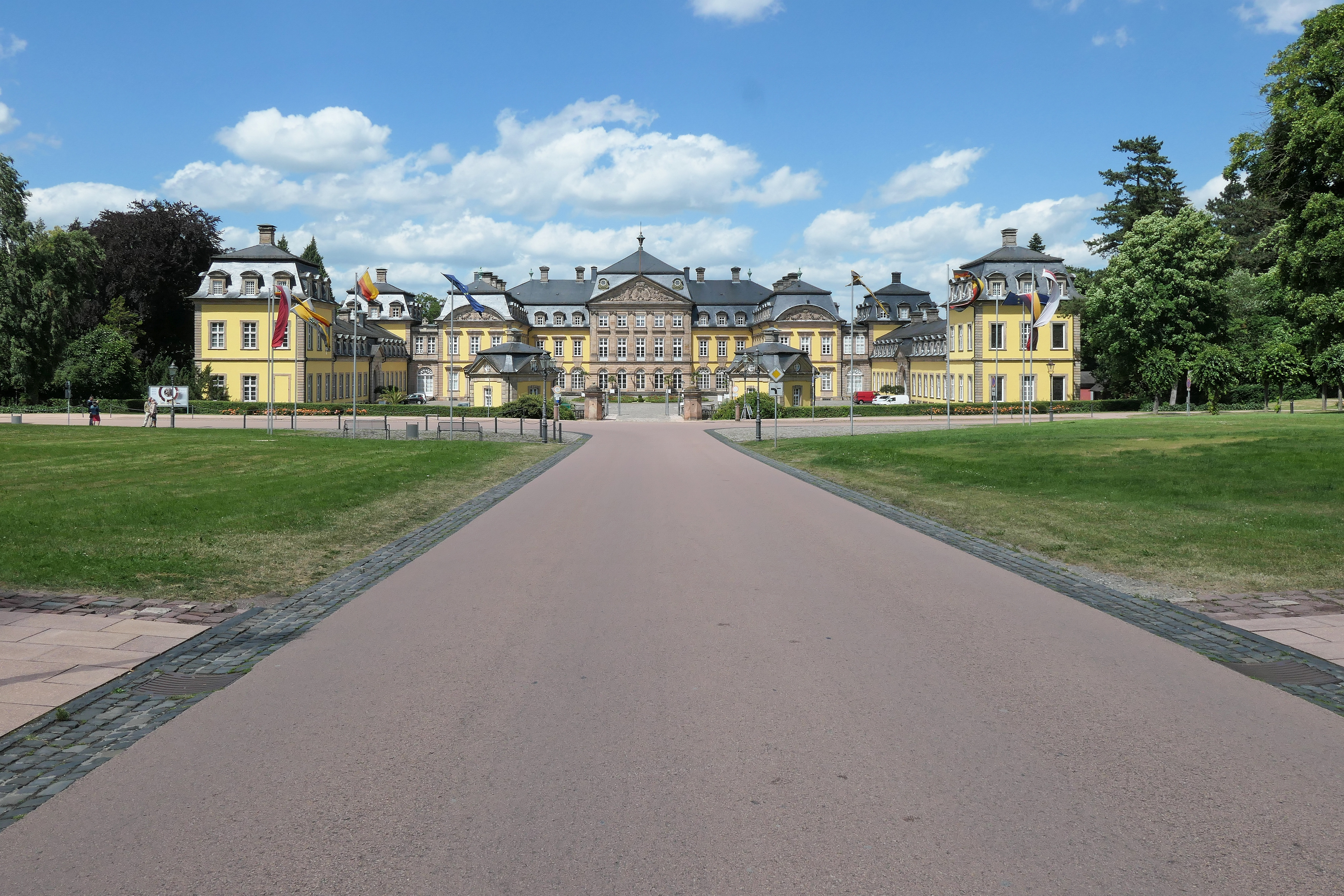
Бад Арользен